# なつめ美南海
なつめ 美南海（なつめ みなみ、7月12日 - ）は日本の女性声優。主にアダルトゲームに声をあてている。

## 出演
太字はメインキャラクター。

### アダルトゲーム
2013年
- 乙女は可憐に恋に舞いっ!（能皇神 葉月）
- ねえちゃん、もう出ちゃうよ! 〜淫姉は俺の愛玩具〜

2014年
- 愛妹恋愛（女3）
- お嬢様はカタイのがお好き! 〜神性なる女子寮日記〜（久須木 みどり）
- 女子のおしっこいじめ 〜女子便くんといわれたボクの6年間〜（佐藤、木村）
- ちびドル（あまお みるきーぷりん）

2015年
- 人妻スイミング倶楽部

2016年
- 快楽傀儡 〜風美涼香〜（春美）
- 快楽傀儡 〜桃川雛子〜（春美）
- グリモ☆ラヴ 〜放課後のウィッチ〜（中本[1]）
- 働くオトナの恋愛事情（久佳 美星）
- ビッチ姉ちゃんが清純なはずがないっ!（牧之原 鈴蘭）
- 炎の孕ませおっぱい★エロアプリ学園（山鼻 玲）

2017年
- はらかつ!2 ～子作りエッチでお悩み解決～（法条 夏子）
- クールでMな会長と過激な甘イチャ子作り学園性活（葉山 凪沙）

- ビッチ学園が清純なはずがないっ!!?（奄美 苺桜）[2]

2018年
- もっと!孕ませ!炎のおっぱい異世界エロ魔法学園!（リディア＝ルイトガルト）
- はらかつ!3 ～子作りビジネス廃業の危機!?～（法条 夏子）

### 同人ゲーム
2014年
- OPPAINVADER 〜学園まるごと脱衣解除!（西郷 菫、阿修羅 凛子）

2015年
- 淫獄王女 〜戦場に堕ちる二人の戦女〜（ミネルヴァ）

2016年'
- アイドル☆逆レイプ!! 〜天使たちのオモチャになった俺〜（水澄 澪璃）

### ソーシャルゲーム
- イクシーズ
- エロがく〜エロと科学と学園モノ〜

### フリーゲーム
- 血染めの花（栗栖野杏）

### イベント
- PCMライブ（バックダンサー）
- ソロ活動支援委員会（委員長）

### CD
- TRINITAS
- L.E.-Limited Edition-

### DVD
- ガクドリ（DVD特典映像挿入歌「LIMIT」）

### その他
- ケチャップ味のマヨネーズ様「エロエロメイドハーレム」（やよい）

## ディスコグラフィ

### その他参加楽曲
| 発売日        | 商品名                                                                      | 歌                                     | 楽曲                 | 備考                                             |
| ------------- | --------------------------------------------------------------------------- | -------------------------------------- | -------------------- | ------------------------------------------------ |
| 2013年6月28日 | 乙女は可憐に恋に舞いっ! 予約特典「耳もミナギるっ!特製マテリアルサウンドCD」 | 大野まりな、ひうらまさこ、なつめ美南海 | 「恋するリズム」     | PCゲーム『乙女は可憐に恋に舞いっ!』主題歌        |
| 2014年        |                                                                             | なつめ美南海、妃咲みぁ、八尋まみ       | 「ろまんのかいかん」 | PCゲーム『アウトベジタブルズ』オープニングテーマ |